# David Smith (rugby à XV)
Pour les articles homonymes, voir David Smith et Smith.

a Compétitions nationales et continentales officielles uniquement.

b Matchs officiels uniquement.
Dernière mise à jour le 9 juin 2020.
David Smith, né le 12 octobre 1986 à Manase aux Samoa, est un joueur néo-zélandais de rugby à XV qui évolue au poste d'ailier.

## Biographie

### Champion de France avec Toulon
David Smith a évolué quatre saisons au RC Toulon avec lequel il est champion de France de Top 14 en 2014 contre le Castres olympique champion de France 2013 (18-10).
En novembre 2013, il est sélectionné dans l'équipe des Barbarians français pour affronter les Samoa au stade Marcel-Michelin de Clermont-Ferrand. En novembre 2014, il est de nouveau sélectionné avec les Baabaas pour affronter la Namibie au stade Mayol de Toulon.

### Champion de France avec Castres
David Smith quitte ensuite Toulon pour le Castres olympique entraîné par Christophe Urios.
En plein Tournoi des Six Nations 2016, et alors que se profile le match à Cardiff contre le Pays de Galles, Guy Novès l'appelle en Equipe de France pour remédier aux forfaits de Marvin O'Connor et Teddy Thomas. Arrivé à Linas-Marcoussis, en plein rassemblement, il apprend finalement qu'il n'est pas éligible, ayant porté le maillot de l'équipe de Nouvelle-Zélande de rugby à sept.
En mai 2017, il est de nouveau sélectionné dans le groupe des Barbarians (britanniques) par Vern Cotter pour affronter l'Angleterre, le 28 mai à Twickenham puis l'Ulster à Belfast le 1er juin. Il n'est pas utilisé lors du premier match mais est titularisé pour le second. Les Baa-Baas parviennent à s'imposer 43 à 28 à Belfast.
Il est à nouveau champion de France de Top 14 en 2018, cette fois-ci avec le Castres olympique, en battant le Montpellier Hérault rugby en finale au stade de France (29-13).

### Passage au RC Narbonne en Nationale
David Smith quitte Castres en 2019 pour rejoindre le RC Narbonne dans l'Aude. Avec les orange et noir, il décroche une remontée en Pro D2 ainsi que le titre de vice-champion de France de Nationale en 2021.

### Dernière aventure à Hyères Carqueiranne
Après avoir aidé Narbonne à retrouver la Pro D2, David Smith rejoint le RC Hyères Carqueiranne La Crau à l'été 2021 alors que le club évolue en Fédérale 1. Là-bas il est, en plus d'être joueur, responsable de la formation des jeunes du club.

Après deux saisons dans le Var, David Smith, âgé de 36 ans, annonce sur ses réseaux sociaux sa retraite sportive à l'issue de la saison 2022-2023.

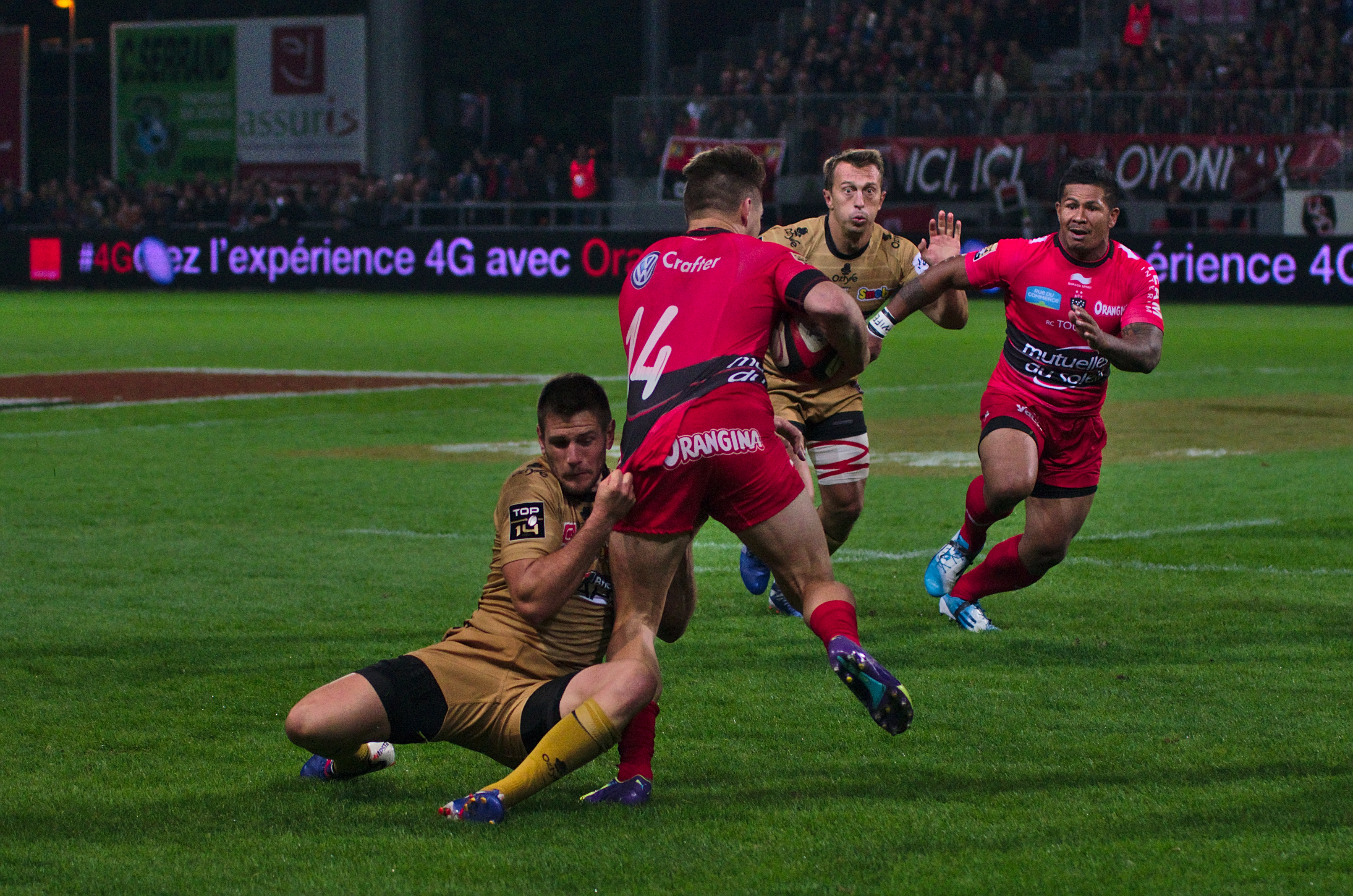
David Smith, à droite, au soutien de Drew Mitchell, plaqué par l'Oyonnaxien Florian Denos en 2014.

## Palmarès
Avec Auckland
- NPC
  - Vainqueur (1) : 2007

Avec le RC Toulon
- Challenge européen
  - Finaliste (1) : 2012

- Championnat de France Top 14
  - Champion (1) : 2014
  - Finaliste (2) : 2012, 2013

Avec le Castres olympique
- Championnat de France Top 14
  - Champion (1) : 2018

Avec le RC Narbonne
- Championnat de France Nationale
  - Finaliste (1) : 2021